# Ernst August I. (Sachsen-Weimar-Eisenach)

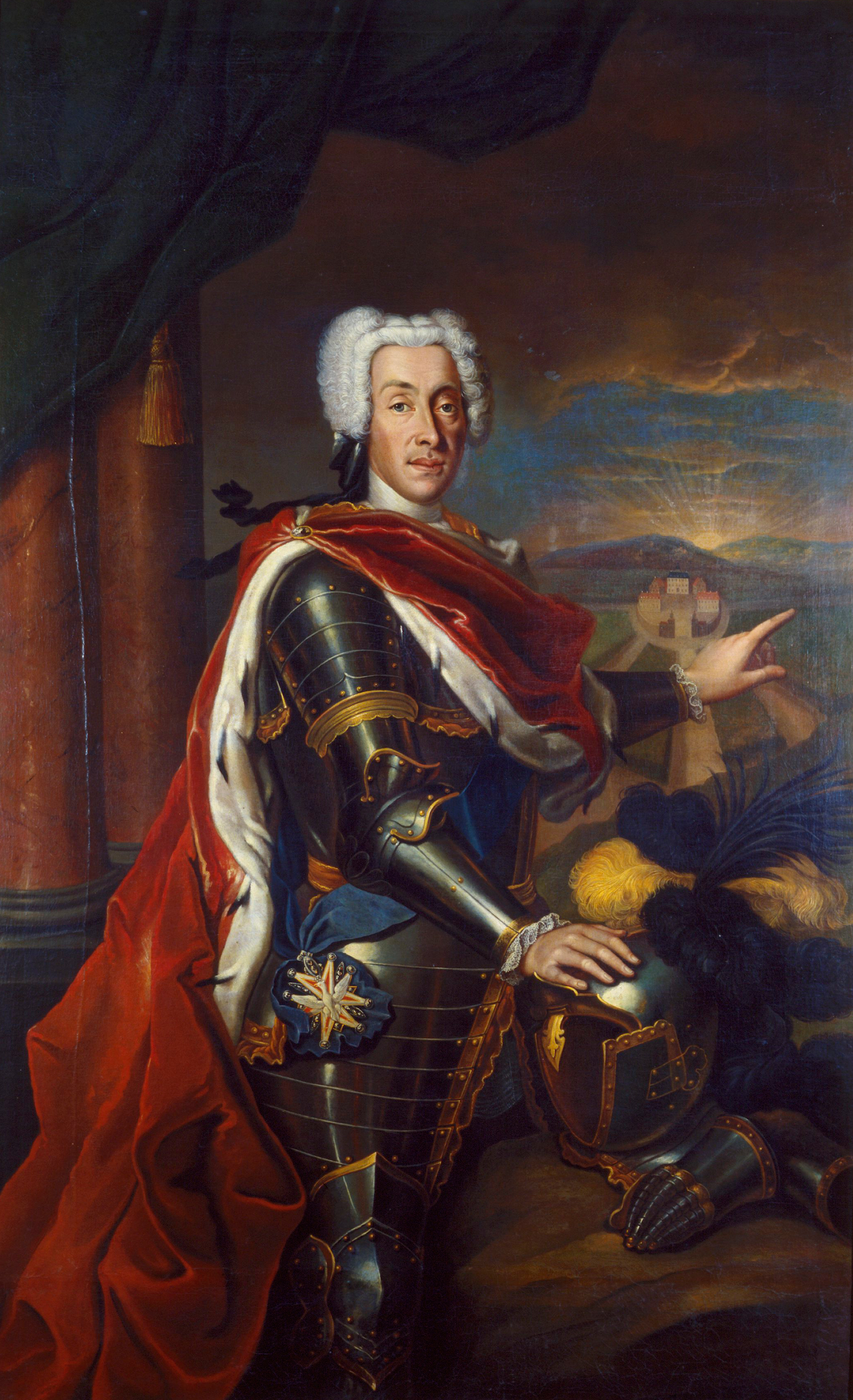
Herzog Ernst August I. von Sachsen-Weimar; 1729 wurde er vom römisch-deutschen Kaiser zum Feldmarschall-Leutnant der Kaiserlichen Armee ernannt, 1732 schließlich zum General der kaiserlichen Kavallerie.

Ernst August I. (* 19. April 1688 in Weimar; † 19. Januar 1748 in Eisenach) war Herzog von Sachsen-Weimar und ab 1741 auch von Sachsen-Eisenach. Er stammte aus der ernestinischen Linie des Hauses Wettin.

## Leben
Ernst August I. war Sohn des Herzogs Johann Ernst III. von Sachsen-Weimar und dessen erster Frau Sophia Augusta, einer geborenen Prinzessin von Anhalt-Zerbst.
Er bezog um 1706 die Universität Jena und wurde u. a. in Französisch von François Roux unterrichtet. 1707 wurde Ernst August I. für seinen verstorbenen Vater Mitregent seines Onkels Wilhelm Ernst. So lange wie sein Onkel lebte, hielt dieser die Zügel der Regierung allerdings fest in der Hand und beteiligte Ernst August I. kaum an der Verwaltung des Herzogtums. Erst als Wilhelm Ernst 1728 starb, begann Ernst August I. de facto die Regierung von Sachsen-Weimar auszuüben.
Ernst August I. war ein prunkliebender Barockherrscher, der sein Land durch seine Eskapaden in den finanziellen Ruin trieb. Berüchtigt war er dafür, ehemalige Vertraute des Hofes, auf deren Vermögen er ein Auge geworfen hatte, ohne jeden Grund inhaftieren und sie erst wieder freizulassen, wenn sie dem Herzog ihr Vermögen überschrieben oder hohe Lösegelder gezahlt hatten. Eine Anzahl seiner Opfer ließ sich dieses Verhalten allerdings nicht gefallen und klagte beim Reichshofrat in Wien bzw. beim Reichskammergericht in Wetzlar erfolgreich gegen den Herzog. Die Prozesse dauerten jahrelang und trugen zum finanziellen Ruin des Herzogtums bei. Dazu sind noch die Ausgaben für Militär und Bauwerke zu zählen. Der Herzog unterhielt eine stehende Armee, deren Größe in krassem Missverhältnis zur Einwohnerzahl des kleinen Landes und zu seinen finanziellen Möglichkeiten stand. Die Soldaten wurden an Kursachsen oder den Kaiser vermietet. Unter den 20 Schlössern, die von ihm initiiert oder ausgebaut wurden, sind so bedeutende wie Schloss Belvedere bei Weimar verbunden mit einer Menagerie und einer Orangerie. und das Rokokoschloss in Dornburg, jedoch konnten nicht alle erhalten werden. Daneben pflegte er seine Leidenschaft für das Jagen (bei seinem Tod hinterließ er 1.100 Hunde und 373 Pferde) sowie die Frauen. Der Herzog unterhielt u. a. zwei adlige „Ehrenfräulein“ und drei bürgerliche „Kammerfrauen“.
Verheiratet war Ernst August I. seit 1716 mit Eleonore Wilhelmine, einer geborenen Prinzessin von Anhalt-Köthen (1696–1726). Zu der in Nienburg (Saale) ausgerichteten Hochzeit nahm er seine Kapelle einschließlich Johann Sebastian Bach mit, und hier war es auch, wo der Komponist den Bruder der Braut, seinen künftigen Dienstherren Leopold von Anhalt-Köthen, kennen lernte. Ein Kind der Ehe mit Eleonore Wilhelmine war der Erbprinz Johann Wilhelm (1719–1732).
Nach dem Tod seiner ersten Gattin heiratete Ernst August I. zunächst nicht wieder, sondern vergnügte sich mit Ehrenfräulein und Kammerfrauen. Erst als 1732 der Erbprinz Johann Wilhelm verstarb, begab sich der Herzog erneut auf Brautschau, da er einen Sohn brauchte, um die Dynastie vor dem Aussterben zu bewahren. 1734 heiratete er schließlich Sophie Charlotte Albertine, eine geborene Markgräfin von Brandenburg-Bayreuth. 1737 kam der Erbprinz Ernst August Constantin zur Welt.
1741 starb die neue Linie Sachsen-Eisenach mit dem Tod des Herzogs Wilhelm Heinrich aus, Eisenach fiel damit wieder, diesmal dauerhaft, an Sachsen-Weimar. Eine der wenigen positiven Entscheidungen des Herzogs war, dass er nun für Sachsen-Weimar die Primogenitur (von Kaiser Karl VI. 1724 bestätigt) fest schrieb, so dass weitere Landesteilungen in Zukunft unterblieben. Ab 1741 wurde das Land Sachsen-Weimar-Eisenach genannt und hatte die Gestalt erreicht, die es bis zu den napoleonischen Wirren behalten sollte. Das Land bestand aus zwei größeren Gebieten um die beiden Hauptresidenzen Weimar und Eisenach, die nicht miteinander verbunden waren, und einem Flickenteppich kleinerer Gebiete und Ämter dazwischen.
Nach dem Anfall von Sachsen-Eisenach hielt sich der jagdbesessene Herzog zum großen Teil im Eisenacher Landesteil auf, da ihm dieser für die Jagd besser geeignet schien. Den Erbprinzen ließ er in Weimar im Schloss Belvedere in der Obhut eines Hofmarschalls zurück. Er kümmerte sich nur selten um seinen Sohn, schickte höchstens schriftliche Anweisungen dessen Erziehung betreffend aus Eisenach. Der Prinz sah seinen Vater zum letzten Mal 1743 und danach bis zu dessen Tod 1748 nicht mehr.
Ernst August I. versuchte im Herzogtum Sachsen-Weimar den Absolutismus durchzusetzen. Das geheime Ratskollegium als Beratungsorgan des Landesherren (die bisherige Regierung) wurde aufgelöst. Politische Entscheidungen fielen nach französischem Vorbild „im Kabinett“, d. h. der Herzog fällte seine Entscheidung nach Vortrag der leitenden Beamten in seinen Privatgemächern. 1746 überreichten die Landesstände Eisenachs dem Herzog eine Denkschrift, in dem die ständigen Verstöße des Herzogs gegen die althergebrachten Rechte der Stände angeprangert wurden. Der Vorgang zeigte, dass die Einführung des Absolutismus auf Widerstände stieß, der absolutistische, im Falle Ernst August I. sogar despotistische Regierungsstil ließ sich nicht vollständig verwirklichen. Der Tod des Herzogs verhinderte eine Zuspitzung des Streites zwischen Landesherrn und Eisenacher Ständen.
Ernst August I. hinterließ bei seinem Tod ein finanziell ruiniertes Land und einen minderjährigen Thronfolger.

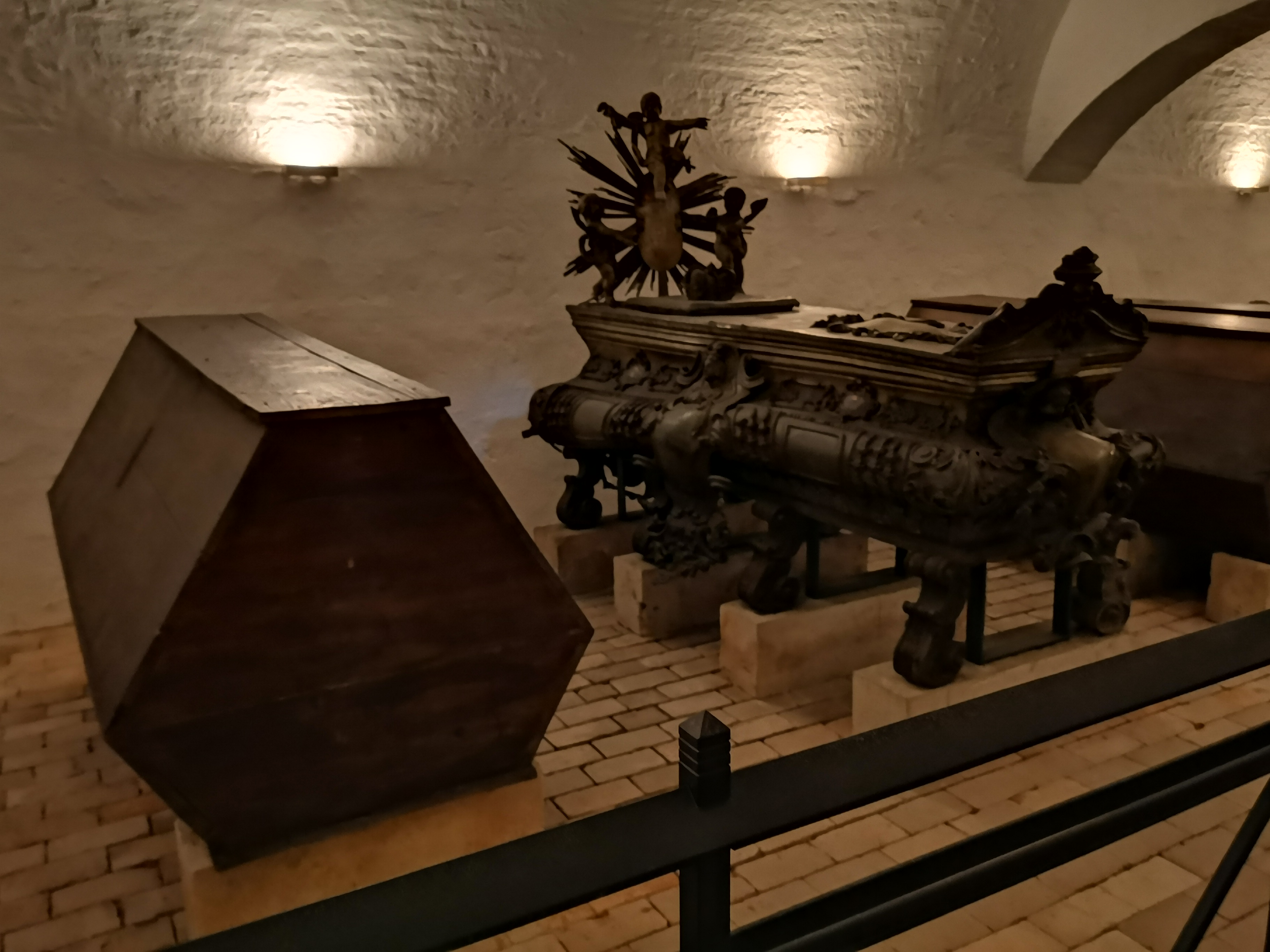
Sarg von Ernst August I. (links) und seiner Gemahlin in der Fürstengruft

Sein Sarg befindet sich auf dem Historischen Friedhof Weimar in der Fürstengruft.

## Nachkommen
Aus seiner ersten Ehe mit Eleonore Wilhelmine (1696–1726), Tochter des Fürsten Emanuel Lebrecht von Anhalt-Köthen, hatte er folgende Kinder:
- Wilhelm Ernst (1717–1719)
- Wilhelmine Auguste (1717–1752)
- Johann Wilhelm (1719–1732)
- Charlotte Agnesa (1720–1724)
- Johanna Eleonora (1721–1722)
- Ernestine Albertine (1722–1769)

⚭ 1756 Graf Philipp II. Ernst zu Schaumburg-Lippe (1723–1787)
- Bernhardine Christiane Sophie (1724–1757)

⚭ 1744 Fürst Johann Friedrich von Schwarzburg-Rudolstadt (1721–1767)
- Emanuel Friedrich (1725–1729)

Seine zweite Gemahlin Sophie Charlotte Albertine (1713–1747), Tochter des Markgrafen Georg Friedrich von Brandenburg-Bayreuth, heiratete er am 7. April 1734 in Bayreuth. Mit ihr hatte er folgende Kinder:
- Karl August (1735–1736)
- Ernst August II. Konstantin (1737–1758), Herzog von Sachsen-Weimar-Eisenach

⚭ 1756 Prinzessin Anna Amalia von Braunschweig-Wolfenbüttel (1739–1807)
- Ernestine Auguste Sophie (1740–1786)

⚭ 1758 Herzog Ernst Friedrich III. Carl von Sachsen-Hildburghausen (1727–1780)
- Ernst Adolf (1742–1743)

Außerdem hatte er weitere außerehelich geborene Kinder:
- Ernestine Auguste Wilhelmine (geb. Münchthal) (1730–1772), Freiin von Brenn[2] : ⚭ Christian Heinrich Wilhelm von Voß (1730–1771)[3]
- Ernst Friedrich (1731–1810), seit 1804 Freiherr von Brenn (Vater von Gustav Freiherr von Brenn) außerehelich geborener Sohn aus seiner Beziehung mit Friederike von Marschall, einer Enkelin des thüringischen Erbmarschalls Friedrich Wilhelm Marschall,[4]
- Anna Margarete Einse (vermutlich vor 1720), im Oktober 1741 ⚭ mit Johann Tröster, Schlossvogt in Dornburg, der dieses Amt unter der Auflage erhielt, die außereheliche Tochter des Herzogs zu heiraten. Aus dieser Ehe stammt Ernst Friedrich Wilhelm Tröster (1742–1814), der seinem Vater im Amt des Schlossvogts nachfolgte. Er ehelichte am 30. November 1771 Dorothea Sophia Kästner (1748–1788). Deren Tochter Eva Wilhelmine (Mine) Tröster  (1774–1852) wurde 1775 die Mutter von Paul Johann Anselm von Feuerbach.[5]